# ریتا جانسون
ریتا ان جانسون (انگلیسی: Rita Ann Johnson؛ ۱۳ اوت ۱۹۱۳ – ۳۱ اکتبر ۱۹۶۵) یک هنرپیشه اهل ایالات متحده آمریکا بود.
از فیلم‌ها یا برنامه‌های تلویزیونی که وی در آن نقش داشته است می‌توان به آقای جردن وارد می‌شود اشاره کرد.